# Mongolia en el Festival de la Canción de la UAR
Mongolia había tenido la intención de hacer su debut en el Festival de la Canción de la UAR en 2012. La emisora mongola, Mongolian National Broadcaster (MNB), había organizado la entrada mongola, pero más tarde se retiró de la competición el 14 de septiembre de 2012.

## Historia
MNB previsto hacer su debut en el Festival Televisivo de la Canción de la UAR en el festival de 2012, en Seúl, Corea del Sur y había seleccionado inicialmente Naran con la canción "Nudnii shil (Sombras)", pero posteriormente retiró su participación el 14 de septiembre de 2012.

## Participaciones de Singapur en el Festival de la Canción de la UAR
| Año  | Sede | Artista | Canción       | Idioma | Nº de Actuación |
| ---- | ---- | ------- | ------------- | ------ | --------------- |
| 2012 | Seúl | Naran   | "Nudnii shil" | Mongol | XX              |